# گگیران
گگیران (به لاتین: Gəgiran) 
(به تالشی: Qəqron) یک منطقهٔ مسکونی در جمهوری آذربایجان است که در شهرستان لنکران واقع شده‌است. گگیران ۱٬۹۲۵ نفر جمعیت دارد.

## ریشه واژه
گَکَر در زبان تالشی به معنی پر پیچ و خم و رون به معنی راه است و معنی نام این آبادی جاده‌های کج و پر پیچ و خم است.

## دین
در مسجد جامع گگیران یک هیئت مذهبی وجود دارد.